# C-130 Hercules-crash 2009
Op 20 mei2009 stortte een C-130 Hercules transportvliegtuig van de Indonesische luchtmacht met daarin 112 passagiers neer nabij Magetan op het Indonesische eiland Java. Het toestel was op weg van Jakarta naar Oost-Java. Er vielen minstens 98 doden, waaronder minstens 2 omstanders toen het vliegtuig meerdere huizen raakte. Minstens 70 anderen werden naar het lokale ziekenhuis overgebracht.